# Ordina Open 2006 - Qualificazioni singolare femminile
Le qualificazioni del singolare femminile dell'Ordina Open 2006 sono state un torneo di tennis preliminare per accedere alla fase finale della manifestazione. I vincitori dell'ultimo turno sono entrati di diritto nel tabellone principale. In caso di ritiro di uno o più giocatori aventi diritto a questi sono subentrati i lucky loser, ossia i giocatori che hanno perso nell'ultimo turno ma che avevano una classifica più alta rispetto agli altri partecipanti che avevano comunque perso nel turno finale.
Le qualificazioni del torneo Ordina Open  2006 prevedevano 16 partecipanti di cui 4 sono entrati nel tabellone principale.

## Teste di serie
1. Assente
2. Al'ona Bondarenko (Qualificata)
3. Maret Ani (ultimo turno)
4. Martina Müller (ultimo turno)

1. Zi Yan (ultimo turno)
2. Assente
3. Virginia Ruano Pascual (Qualificata)
4. Assente
5. Mariana Díaz Oliva (Qualificata)
6. Sun Tiantian (primo turno)

## Qualificati
1. Paola Suárez
2. Al'ona Bondarenko

1. Virginia Ruano Pascual
2. Mariana Díaz Oliva

## Tabellone

### Legenda
| - Q = Qualificato - WC = Wild card - LL = Lucky loser | - ALT = Alternate - SE = Special Exempt - PR = Protected Ranking | - w/o = Walkover - r = Ritirato - d = Squalificato |

### Sezione 1
|  | Primo turno     | Primo turno     | Primo turno     | Primo turno | Primo turno |  |  | Ultimo turno | Ultimo turno | Ultimo turno | Ultimo turno | Ultimo turno |  |
|  |                 |                 |                 |             |             |  |  |              |              |              |              |              |  |
|  | 5               | Zi Yan          | Zi Yan          | 7           | 6           |  |  |              |              |              |              |              |  |
|  |                 | Trudi Musgrave  | Trudi Musgrave  | 5           | 2           |  |  | 5            | Zi Yan       | 3            | 6            | 1            |  |
|  | Paola Suárez    | Paola Suárez    | Paola Suárez    | 6           | 6           |  |  |              | Paola Suárez | 6            | 4            | 6            |  |
|  | Alicja Rosolska | Alicja Rosolska | Alicja Rosolska | 2           | 3           |  |  |              |              |              |              |              |  |

### Sezione 2
|  | Primo turno | Primo turno       | Primo turno       | Primo turno | Primo turno |  |  | Ultimo turno | Ultimo turno      | Ultimo turno      | Ultimo turno | Ultimo turno |  |
|  |             |                   |                   |             |             |  |  |              |                   |                   |              |              |  |
|  | 2           | Al'ona Bondarenko | Al'ona Bondarenko | 7           | 6           |  |  |              |                   |                   |              |              |  |
|  |             | Klaudia Jans      | Klaudia Jans      | 5           | 2           |  |  | 2            | Al'ona Bondarenko | Al'ona Bondarenko | 6            | 6            |  |
|  |             | Kirsten Flipkens  | 64                | 6           | 6           |  |  |              | Kirsten Flipkens  | Kirsten Flipkens  | 1            | 3            |  |
|  | 10          | Sun Tiantian      | 7                 | 2           | 1           |  |  |              |                   |                   |              |              |  |

### Sezione 3
|  | Primo turno | Primo turno            | Primo turno            | Primo turno | Primo turno |  |  | Ultimo turno | Ultimo turno           | Ultimo turno | Ultimo turno | Ultimo turno |  |
|  |             |                        |                        |             |             |  |  |              |                        |              |              |              |  |
|  | 3           | Maret Ani              | 4                      | 6           | 6           |  |  |              |                        |              |              |              |  |
|  |             | Caroline Schneider     | 6                      | 1           | 0           |  |  | 3            | Maret Ani              | 7            | 4            | 5            |  |
|  | 7           | Virginia Ruano Pascual | Virginia Ruano Pascual | 6           | 6           |  |  | 7            | Virginia Ruano Pascual | 5            | 6            | 7            |  |
|  |             | Līga Dekmeijere        | Līga Dekmeijere        | 0           | 2           |  |  |              |                        |              |              |              |  |

### Sezione 4
|  | Primo turno | Primo turno        | Primo turno        | Primo turno | Primo turno |  |  | Ultimo turno | Ultimo turno       | Ultimo turno       | Ultimo turno | Ultimo turno |  |
|  |             |                    |                    |             |             |  |  |              |                    |                    |              |              |  |
|  | 4           | Martina Müller     | Martina Müller     | 6           | 6           |  |  |              |                    |                    |              |              |  |
|  |             | Leonie Mekel       | Leonie Mekel       | 2           | 1           |  |  | 4            | Martina Müller     | Martina Müller     | 2            | 5            |  |
|  | 9           | Mariana Díaz Oliva | Mariana Díaz Oliva | 6           | 6           |  |  | 9            | Mariana Díaz Oliva | Mariana Díaz Oliva | 6            | 7            |  |
|  |             | Selma Andrade      | Selma Andrade      | 2           | 2           |  |  |              |                    |                    |              |              |  |